# Shantarakshita
Shantarakshita was in de 8e eeuw een Indiaas boeddhistische geestelijke. Hij zou volgens de klassieke lezing door de koning Trisong Detsen zijn uitgenodigd het boeddhisme in Tibet te bevorderen.

## Klassieke boeddhistische geschiedschrijving
In de boeddhistische geschiedschrijving zou de koning Trisong Detsen (755-797) Shantarakshita, de abt van de Nalandauniversiteit in India hebben uitgenodigd het boeddhisme in Tibet uit te dragen. Shantarakshita kreeg onder meer de opdracht en de verantwoordelijkheid voor de bouw van het eerste boeddhistische klooster in Tibet, Samye. De bouw ervan verliep niet voorspoedig wat werd geweten aan de lokale godheden en demonen die niet erg enthousiast over het project zouden zijn geweest. Pogingen deze geesten te verdrijven mislukten en Shantarakshita was gedwongen de koning te melden dat deze taak boven zijn vaardigheden en mogelijkheden lag. Hij adviseerde de koning om de hulp in te roepen van een tantrische meester, Padmasambhava. Padmasambhava arriveerde in Tibet en gaf de geesten en demonen het ultimatum zich tot het boeddhisme te bekeren dan wel te verdwijnen. Die kozen voor de eerste optie en beloofden daarbij voortaan Tibet en bovenal de dharma te beschermen met dezelfde wil en kracht waarmee ze tot dan toe het boeddhisme hadden bestreden.

## Historische context
In de periode van Trisong Detsen was het Tibetaanse keizerrijk een machtige natie in Centraal-Azië geworden. Het steeds verder expanderende rijk trok dan ook vele personen uit omringende gebieden aan, die aan het Tibetaanse hof en bij de elite hun -ook religieuze - overtuigingen wilden prediken. Daar waren vertegenwoordigers bij van meer klassieke al bestaande stromingen in het boeddhisme, zoals het Madhyamaka. Een voorbeeld daarvan is dan Shantarakshita. Maar ook groepen die bijvoorbeeld het Chinese Chanboeddhisme wilden uitdragen, zoals Moheyan. Daarnaast arriveerden er uit India ook vele yogis en exorcisten.Shantarakshita is zonder twijfel een historisch bestaand persoon geweest en in Tibet actief geweest.

## Shantarakshita in de tekst van het Testament van Ba
In het Testament van Ba krijgt Shantarakshita een uitnodiging naar Tibet te komen. De koning vermoedt echter zwarte magie in de doctrines die Shantarakshita naar voren brengt en laat hem ondervragen door een aantal ministers met hulp van een tolk, de uit Kasjmir afkomstige Ananda. Uiteindelijk adviseren zij positief over Shantarakshita. In een in 2009 gevonden fragment van de tekst dat uit de negende eeuw dateert wordt dat iets anders beschreven. Daaruit wordt duidelijk de koning heeft zoveel twijfel heeft over de rol van Shantarakshita dat deze direct na zijn aankomst in Tibet, enige tijd wordt gevangengezet en langdurig verhoord.
De koning krijgt toch vertrouwen in de boeddhistische doctrine die Shantarakshita preekt, maar er vinden tevens een aantal natuurrampen plaats. Die worden door de ministers geweten aan de bekering van de koning tot het boeddhisme. Uiteindelijk had de koning geen andere keus dan Shantarakshita terug te zenden.
Enige tijd later heeft de koning de ministers toch weten te overtuigen van de juistheid van het boeddhisme en krijgt Shantarakshita een tweede uitnodiging. In de tekst van het Testament komt hij dan inderdaad met Padmasambhava en een Nepalese architect. Padmasambhava wordt echter door de koning al spoedig weer gedwongen te vertrekken en speelt in de tekst geen enkele rol bij de bouw en stichting van het klooster.Na de voltooiing van de bouw wijdt Shantarakshita een aantal leden van de clan van de Ba tot monnik.

## Abt van Samye
In de klassieke boeddhistische geschiedschrijving wordt Shantarakshita na de stichting van het klooster van Samye de eerste abt. Daar is geen enkel feitelijk, reëel historisch bewijs van. In de manuscripten van Dunhuang is een document gevonden met een opsomming van de eerste 10 abten van het klooster. De naam Shantarakshita ontbreekt.

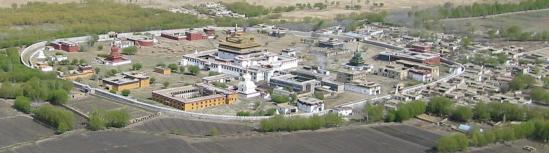
Luchtfoto van het klooster Samye